# The Untouchables (serie televisiva)
The Untouchables è una serie televisiva statunitense in 42 episodi (compreso un pilota iniziale diviso in due parti) trasmessa per la prima volta nel corso di 2 stagioni dal 1993 al 1994.
È una serie del genere poliziesco incentrata sulle vicende di squadra federale investigativa a Chicago durante l'era del proibizionismo ed i suoi sforzi contro Al Capone e suoi tentativi di trarre profitto dal mercato nero. È basata sulla serie Gli intoccabili (1959-1963).

## Trama
Ness è un agente del dipartimento del Tesoro statunitense ed indaga in particolare sui movimenti del boss mafioso di origine italiana Al Capone, oramai padrone di Chicago e impegnato nel contrabbando dell'alcool che risulta la sua principale attività criminale. Egli lavora per il Bureau of Prohibition, parte del Dipartimento di Giustizia, ed è integrato in una squadra di untouchables ("intoccabili") un gruppo di agenti determinati e pronti a tutto pur di stanare il crimine organizzato.

## Personaggi e interpreti

### Personaggi principali
- Eliot Ness (44 episodi, 1993-1994), interpretato da Tom Amandes.
- Frankie Rio (42 episodi, 1993-1994), interpretato da Valentino Cimo.
- Agente Tony Pagano (40 episodi, 1993-1994), interpretato da John Newton.
- Agente Paul Robbins (16 episodi, 1993-1994), interpretato da David James Elliott.
- Al Capone (15 episodi, 1993-1994), interpretato da William Forsythe.
- Frank Nitti (15 episodi, 1993-1994), interpretato da Paul Regina.
- Agente Michael Malone (15 episodi, 1993-1994), interpretato da John Rhys-Davies.
- Mae Capone (12 episodi, 1993-1994), interpretato da Hynden Walch.
- Agente Sean Quinlan (12 episodi, 1993-1994), interpretato da Shea Farrell.

### Personaggi secondari
- Vito Stellini (7 episodi, 1993-1994), interpretato da John Colella.
- Agente di polizia (5 episodi, 1993-1994), interpretato da Steve Head.
- Guzik (4 episodi, 1993), interpretato da Dick Sasso.
- Former Prostitute (3 episodi, 1993-1994), interpretato da Amy Carlson.
- Agente George Steelman (2 episodi, 1993), interpretato da Michael Horse.
- Catherine Ness (2 episodi, 1993), interpretato da Nancy Everhard.
- Eddie (2 episodi, 1993-1994), interpretato da Cory Barlog.
- Armitage (2 episodi, 1993-1994), interpretato da Will Clinger.
- David Sinaiko (2 episodi, 1993-1994), interpretato da John J. Dalesandro.
- Poliziotto (2 episodi, 1993-1994), interpretato da John Judd.
- Garage Mechanic (2 episodi, 1993-1994), interpretato da Joe Krowka.
- Rollo (2 episodi, 1993-1994), interpretato da Turk Muller.
- Padre Gerace (2 episodi, 1993-1994), interpretato da Lee R. Sellars.
- Jack Zuta (2 episodi, 1993), interpretato da W. Earl Brown.
- Luis Murado (2 episodi, 1993), interpretato da Ismael 'East' Carlo.
- Meyer Lansky (2 episodi, 1993), interpretato da Marc Grapey.
- Beckman (2 episodi, 1993), interpretato da Chuck Huber.
- Lou Berrotti (2 episodi, 1993), interpretato da Michael Nicolosi.

## Produzione
La serie fu prodotta da Tim Iacofano e Frederick J. Lyle per la Paramount Television Le musiche furono composte da Joel Goldsmith.

### Registi
Tra i registi sono accreditati:
- Vern Gillum in 7 episodi (1993-1994)
- Steve De Jarnatt in 2 episodi (1993)
- Charles Robert Carner
- Tucker Gates

### Sceneggiatori
Tra gli sceneggiatori sono accreditati:
- Christopher Crowe in 40 episodi (1993-1994)
- Charles Robert Carner
- Morgan Gendel
- Tim Iacofano
- Andrew Mirisch
- Barbara Nance
- Eliot Ness
- Ken Rudman

## Distribuzione
La serie fu trasmessa negli Stati Uniti dall'11 gennaio 1993 (pilot) e dal 17 gennaio 1993 (1º episodio) al 22 maggio 1994 in syndication.
Alcune delle uscite internazionali sono state:
- in Francia l'11 settembre 1993 (Les incorruptibles, le retour)
- in Danimarca (De uovervindelige)
- in Finlandia (Lahjomattomat)
- in Spagna (Los intocables)
- in Portogallo (Os novos Intocáveis)

## Episodi
| Stagione         | Episodi | Prima TV USA | Prima TV Italia |
| ---------------- | ------- | ------------ | --------------- |
| Prima stagione   | 18      | 1993         |                 |
| Seconda stagione | 24      | 1993-1994    |                 |

## Altri media
Nel 1994 la Ocean Software pubblicò il videogioco The Untouchables per Super Nintendo Entertainment System, basato con licenza ufficiale sulla serie.